# Alamis umbrina
Alamis umbrina là một loài bướm đêm trong họ Noctuidae.